# Eugene O'Neill
Eugene Gladstone O'Neill (16. října 1888 New York – 27. listopadu 1953 Boston) byl americký dramatik, čtyřnásobný nositel Pulitzerovy ceny a nositel Nobelovy ceny za literaturu za rok 1936. Patří mezi nejuváděnější dramatiky všech dob.

## Život

### Profesionální kariéra
Narodil se roku 1888 v rodině poměrně nadaného herce irského původu, který pracoval v kočovné herecké společnosti. Místem jeho narození byl hotelový pokoj na Broadwayi. Vyrůstal na cestách a zprvu nesdílel otcův zájem o divadlo. Rodinné poměry, chladný vztah k otci alkoholikovi a láska k matce závislé na morfiu ovlivnily jeho povahu a promítly se v jeho pozdější dramatické tvorbě. Nejprve studoval katolickou internátní školu a po jejím absolvování se zapsal na práva na universitě v Princetonu. Studium však nedokončil, již po prvním semestru školu opustil a živil se celou řadou různých zaměstnání, z nichž některá byla poměrně dobrodružná. Roku 1909 hledal zlato v Hondurasu a v letech 1910–1911 se plavil jako námořník do Jižní Ameriky, Afriky a Anglie. Žil bohémským životem, projevovala se jeho náklonnost k alkoholu. Jeho myšlení se radikalizovalo směrem k anarchismu a pod osobním vlivem Johna Reeda načas i k socialismu. Roku 1912 začal pracovat jako redaktor a téhož roku onemocněl lehkou formou tuberkulózy, z níž se léčil šest měsíců v různých sanatoriích. Tehdy začal psát své první dramatické pokusy, které však neměly žádný úspěch, když je nabídl k realizaci svému otci, tak je otec odmítal.
V letech 1914–1915 absolvoval seminář dramaturgie a dramatické techniky na Harvardově univerzitě.V roce 1916 se seznámil s herci z avantgardního divadelního souboru Provincetown Players (Provincetownští herci) z New Yorku, kteří se chtěli věnovat původní americké divadelní tvorbě. O'Neill jim poskytl svou aktovku z námořnického prostředí Východním směrem do Cardiffu (Bound East for Cardiff, 1914), která byla jeho první divadelní hrou uvedenou na scéně. O rok později mu komerční úspěch přinesla další hra V ponorkovém pásmu (In the Zone) a následovala řada dalších. Provincetownští herci uvedli v letech 1916–1922 celkem dalších patnáct O'Neillových her, z nichž největšího úspěchu dosáhla roku 1920 hra Císař Jones (The Emperor Jones).
Současně se spoluprací s Provincetownskými herci se snažil proniknout do „velkého divadla“ na Broadway, což mělo za následek myšlenkové, stylové i kvalitativní výkyvy v jeho tvorbě, zaviněné určitou komerčností tamního divadelního prostředí. Velkého uznání zde však dosáhl roku 1920 hrou Za obzor (Beyond the Horizont ), ve které poprvé otevřel téma, kterému se věnoval a to neúnavnou snahu hlavních hrdinů zvrátit svůj promarněný život. Přinesla mu první Pullitzerovu cenu, druhou získal za svou slavnou hru Anna Christie v roce 1922 a třetí za Podivnou mezihru (Strange Interlud) v roce 1928. Roku 1926 ukončil svou spolupráci s malými experimentálními scénami a téměř všechny jeho další premiéry pro něho realizovala tehdy jedna z nejlepších broadwayských institucí Theatre Guild (Divadelní cech). Roku 1931 zde uvedl jedno ze svých stěžejních děl, dramatickou trilogii Smutek sluší Elektře (Mourning Becomes Electra), ve které se pokusil najít moderní ekvivalent antického mýtu.
O'Neill byl velmi plodným autorem, psal lehce a ne všechny jeho hry měly úroveň, která by je udržela na repertoáru. Některé, jako například Pramen (The Fountain, 1922), Dynamo (1928) nebo Dny bez konce (Days without End, 1933) upadly v zapomnění. Mezi lety 1920 a 1943 napsal třiadvacet her. Téměř všechny jeho hry v sobě nesou určitou míru tragédie a osobního pesimismu. Výjimku tvoří jediná známá komedie Ach, ta léta bláznivá! (Ah, Wilderness! ) z roku 1933.
Jeho divadelní hry mají psychologický podtext, neboť zkoumají motivy odcizení, viny, iluze, touhy a zklamání. Navázal na tvůrce moderního realistického dramatu Čechova, Ibsena a Strindberga, které obdivoval. Ve svých dílech zobrazoval rodinné vztahy ničené nenávistí, incestní láskou a cizoložstvím, které ústilo ve vraždy a sebevraždy vyvolané nepřekonatelným vědomím viny a trestu. „Za jeho dramatické dílo, charakterizované mocnou působivostí, čestností, silnými city a svébytným pojetím tragičnosti“ (citace z odůvodnění Švédské akademie) mu byla roku 1936 jako druhému americkému spisovateli udělena Nobelova cena za literaturu.
Nobelovu cenu obdržel paradoxně v době, kdy se na dlouhá léta odmlčel. Koncipoval totiž veliký cyklus jedenácti historických dramat, který měl kriticky zobrazit americký život od Americké revoluce do současnosti. Z cyklu napsal šest her, čtyři však zničil a zbylé dvě byly uveřejněny až po jeho smrti: Dotek básníka (A Touch of the Poet) a Více majestátních domů (More Stately Mansions).
V letech 1939 až 1941 pracoval ve svém domě v Kalifornii na jedné ze svých nejvýznamnějších her Cesta dlouhým dnem do noci (Long Day's Journey into Night), psychologickém dramatu s autobiografickými prvky. V roce 1945 ji uložil v zapečetěné obálce u svého nakladatele s přáním, aby byla publikována až za dvacet pět let po jeho smrti.
Jeho zdraví se stále zhoršovalo, v roce 1943 se mu podařilo dokončit hru Měsíc pro Misbegotten (A Moon for the Misbegotten) těsně před tím, než kvůli pokročilé Parkinsonově chorobě ztratil schopnost psát. Poslední premiéra, která se konala za jeho života, byla hra Ledař přichází (The Iceman Cometh, 1939) uvedená v roce 1946.
V roce 1943 opustil Tao House a posledních deset let života strávil na východě Spojených států. Eugen O'Neill zemřel v pokoji hotelu Shelton (dnes Kilachand Hall) v Bostonu 27. listopadu 1953 ve věku 65 let. Jeho hrob je na hřbitově Forest Hills v Bostonu. Teprve v roce 2000 bylo zjištěno, že příčinou úmrtí byla cerebrální kortikální atrofie, vzácné degenerativní poškození mozku.
Hra Cesta dlouhým dnem do noci byla z iniciativy Carlotty O'Neillové, která nerespektovala přání svého manžela, publikována již v roce 1956 v nakladatelství Yalovy univerzity a s velkým úspěchem uvedena v Královském divadle ve Stockholmu. V roce 1957 získala Pullitzerovu cenu.

### Rodinný život

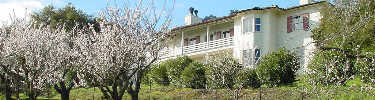
Tao House v Danville (Kalifornie)

O'Neill se v roce 1909 oženil s Kathleen Jenkinsovou, v následujícím roce se jim narodil syn Eugene. Rozvedli se v roce 1912. Syn byl alkoholik a spáchal sebevraždu v roce 1950.
V roce 1918 si vzal Agnes Boultonovou, autorku populárních komerčních románů, s níž měl dvě děti, syna Shana a dceru Oonu. Bezprostředně po rozvodu v roce 1929 se oženil potřetí. Jeho manželkou se stala Carlotta Montereyová, která mu v prvních letech manželství vytvářela zázemí pro literární tvorbu. Později se vztahy mezi nimi zhoršily, občas se rozešli, ale nikdy se nerozvedli. Zpočátku žili ve Francii a na začátku třicátých let se po návratu do USA usadili na Sea Island v Georgii v domě zvaném Casa Genotta. V roce 1937 se přestěhovali do Danville v Kalifornii, kde žili do roku 1943. Jeho dům Tao House je dnes národním památníkem.
Shane O'Neill se stal závislým na heroinu a spáchal sebevraždu v roce 1977. Jeho dcera Oona O'Neillová byla poslední manželkou komika Charlese Chaplina, z tohoto manželství pochází i jeho vnučka, tanečnice a herečka Geraldine Chaplinová.

## Divadelní hry

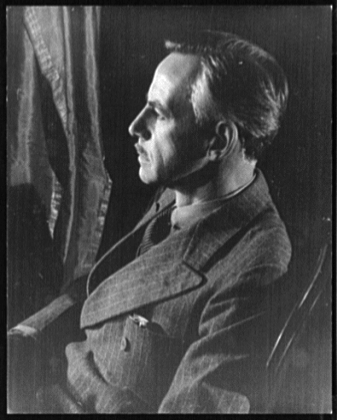
Eugene Gladstone O'Neill

- Thirst and Other One-Act Plays (1914, Žízeň a jiné aktovky), sborník prvních O'Neillových her.
- Čtyři aktovky z námořnického prostředí spojené postavami z posádky fiktivní lodi Glencairn:
  - Bound East for Cardiff (1916, Východním směrem do Cardiffu),
  - The Long Voyage Home (1917, Dlouhá plavba domů),
  - The Moon of the Caribbees (1918, Karibský měsíc), česky též jako Pod karribským měsícem,
  - In the Zone (1919, V ponorkovém pásmu), česky též jako V zóně.
- The Emperor Jones (1920, Císař Jones), expresionistické drama strachu a zlého svědomí černošského diktátora na malém ostrově ve střední Americe.
- Beyond the Horizont (1920, Za obzor), první z řady broadwayských her, Pulitzerova cena.
- Exorcism (1920, Zaklínání),
- Gold (1921, Zlato),
- The Straw (1921, Stéblo), hra na motivy O'Neillova pobytu v sanatoriu.
- Anna Christie (1921), drama prostitutky s čistou duší, která přece jen najde svou pravou lásku, Pulitzerova cena.
- The Hairy Ape (1922, Chlupatá opice), drama odcizení, individualistické revolty a anarchistických postojů s pronikavým sociálním obsahem, obraz člověka, který nedokáže najít své místo ve společnosti a v životě, a skončí ve smrtelném objetí obrovské gorily.
- The First Mann (1922, První člověk),
- Welded (1924, Spojení),
- All God's Chillun Got Wings (1924, Všechny boží děti mají křídla), příběh manželství černocha s běloškou, ve kterém jsou zdramatizovány rasové předsudky.
- Desire Under the Eims (1924, Touha pod jilmy), drama konfliktu mezi otcem a synem s tématem chtivosti a touhy ovládat, česky též jako Farma pod jilmy.
- The Fountain (1925, Pramen věčného mládí),
- The Great God Brown (1926, Velký bůh Brown), symbolicko-poetická hra tragicky ironizující moderní podnikatelský materialismus.
- Marco Millions (1927, Milónový Marko), satirická pseudohistorická komedie odehrávající se ve 13. století s hlavní postavou cestovatele Marca Pola stavící do kontrastu oduševnělý Orient s odduševnělou západní civilizací.
- Lazarus Laughed (1927, Lazar se smál),
- Strange Interlude (1928, Podivná mezihra), hra, ve které O'Neill použil metodu proudu vědomí a vnitřních monologů, Pulitzerova cena.
- Dynamo (1929), hra, ve které mladý hrdina hledá náhradu ztraceného křesťanského boha.
- Mourning Becomes Electra (1931, Smutek sluší Elektře), dramatická trilogie, ve které zasadil příběh Aischylovy Oresteie do prostředí Nové Anglie po skončení války Severu proti Jihu. Děj se odehrává v patricijské rodině zmítané vzájemnou nenávistí a autor v něm zdůrazňuje osudovou předurčenost danou rodiči a proti principu života staví princip války a smrti, jehož vtělení vidí ve zhoubné síle puritánské vášnivosti.
- Ah, Wilderness! (1933, Ach, ta léta bláznivá), komedie
- Days Without End (1934, Dny bez konce), moderní faustiáda, ve které O'Neill přivedl na scénu hrdinu rozdvojeného do postavy faustovské a mefistofelské.
- The Iceman Cometh (1946, Ledař přichází), pochmurné drama napsané již roku 1939 vyjadřující myšlenku, že člověk zbavený svých iluzí je zaslíben smrti.
- A Moon for the Misbegotten (1947, Měsíc pro smolaře), realistické psychologické drama prosycené lidským porozuměním a soucitem, v němž načrtl portrét svého staršího bratra.
- Long Day's Journey Into Night (1956, Cesta dlouhým dnem do noci), posmrtně uvedená divadelní hra, oceněná Pulitzerovou cenou, vrchol jeho tvorby. Jde o psychoanalytické drama, o na morfiu závislé matce, lakomém otci a dvou bratrech, kteří stále hledají své pravé místo v životě. Hra, analyzující rozklad lidské osobnosti a rodinných vztahů pod vlivem chorobných podmínek spolužití a prostředí, byla napsána roku 1941 a vykazuje značné autobiografické prvky.
- A Touch of the Poet (1957, Tak trochu básník), posmrtně uvedená tragikomedie z roku 1942 patřící do jeho nedokončeného cyklu Příběh vlastníků, kteří se sami vyvlastnili, v níž dominuje myšlenka potřebnosti iluzí o sobě samém pro lidský život.
- Hughie (1957, posmrtně uvedená jednoaktovka z roku 1941 autenticky zobrazující atmosférou 20. let 20. století.
- More Stately Mansions (1962, Vznešenější sídla), posmrtně uvedené pokračování hry Tak trochu básník, které byla nalezena v nehotové verzi z roku 1941.

## Filmové adaptace
- Kiri no minato (1923, Přístav v mlze), Japonsko, režie Kendži Mizoguči, němý film podle hry Anna Christie.
- Anna Christie (1923), USA, režie John Griffith Wray, němý film.
- Anna Christie (1931), USA, režie Clarence Brown, v hlavní roli Greta Garbo.
- Strange Interlude (1932, Podivná mezihra), USA, režie Robert Z. Leonard, v hlavní roli Clark Gable.
- The Emperor Jones (1933, Císař Jones), USA, režie Dudley Murphy,
- Ah, Wilderness! (1935, Ach, ta léta bláznivá), USA, režie Clarence Brown,
- Marco Millions (1939, Milónový Marko), Spojené království, režie Michael Macowan, televizní film.
- The Long Voyage Home (1940, Dlouhá plavba domů), USA, režie John Ford, v hlavní roli John Wayne, jde o filmové zpracování všech čtyřech jeho námořnických aktovek.
- The Hairy Ape (1944, Chlupatá opice), USA, režie Alfred Santell,
- Mourning Becomes Electra (1947, Smutek sluší Elektře), USA, režie Dudley Nichols,
- Summer Holiday (1948, Letní prázdniny), USA, režie Rouben Mamoulian, muzikálová verze hry Ach, ta léta bláznivá.
- Desire Under the Eims (1958, Touha pod jilmy), USA, režie Delbert Mann, v hlavní roli Sopfia Lorenová a Anthony Perkins.
- Long Day's Journey Into Night (1962, Cesta dlouhým dnem do noci), USA, režie Sidney Lumet, v hlavní roli Ralph Richardson a Katharine Hepburnová.
- The Iceman Cometh (1973, Ledař přichází), USA, režie John Frankenheimer, v hlavní roli Lee Marvin.
- Long Day's Journey Into Night (1973, Cesta dlouhým dnem do noci), Spojené království, režie Peter Wood, v hlavní roli Laurence Olivier, televizní film.
- Mourning Becomes Electra (1978, Smutek sluší Elektře), USA, režie Nick Havinga, televizní seriál.
- Hughie (1984), USA, režie Terry Hughes, televizní film.
- Long Day's Journey Into Night (1987, Cesta dlouhým dnem do noci), Spojené království, režie Jonathan Miller, televizní film.
- Strange Interlude (1988, Podivná mezihra), Spojené království, režie Herbert Wise, televizní film.
- Long Day's Journey Into Night (1996, Cesta dlouhým dnem do noci), Kanada, režie David Wellington.

## Česká vydání
- Císař Jones, B. M. Klika, Praha 1925, přeložil Jiří Horák,
- V ponorkovém pásmu, B. M. Klika, Praha 1925, přeložil Frank Tetauer,
- Anna Christie, B. M. Klika, Praha 1927, přeložil Frank Tetauer,
- Farma pod jilmy, B. M. Klika, Praha 1927, přeložil Frank Tetauer,
- Velký bůh Brown, B. M. Klika, Praha 1928, přeložil Frank Tetauer,
- Pod karribbským měsícem, Nakladatelské družstvo Máje, Praha 1939, přeložil Frank Tetauer,
- Ach ta léta bláznivá, DILIA, Praha 1959, přeložily Wanda Beranová a Eva Kondrysová,
- Smutek sluší Elektře, Orbis, Praha 1960, přeložil Jan Grossman,
- Miliónový Marco, DILIA, Praha 1963, přeložil František Vrba,
- Podivná mezihra, DILIA, Praha 1963, přeložil Frank Tetauer,
- Anna Christie, DILIA, Praha 1965, přeložil Milan Lukeš,
- Lazarův smích, DILIA, Praha 1965, přeložil Frank Tetauer,
- Popelář přichází, DILIA, Praha 1966, přeložil Ota Ornest,
- Pramen věčného mládí, DILIA, Praha 1967, přeložil Frank Tetauer,
- Tak trochu básník, DILIA, Praha 1969, přeložil Břetislav Hodek,
- Touha pod jilmy, DILIA, Praha 1975, přeložil Milan Lukeš,
- Ach ta léta bláznivá, DILIA, Praha 1977, přeložila Eva Kondrysová,
- Dlouhá plavba domů, DILIA, Praha 1988, přeložil Jiří Ornest, obsahuje aktovky Karibský měsíc, Východním směrem do Cardiffu, Dlouhá plavba domů a V zóně.
- Cesta dlouhým dnem do noci, Odeon, Praha 1988, přeložil Josef Schwarz.
- Smutek sluší Elektře, DILIA, Praha 1992, přeložil Jan Grossman.
- Cesta dlouhým dnem do noci, Národní divadlo, Praha 1998, přeložil Zdeněk Urbánek.

### Rozhlasové adaptace
- Tak trochu básník, překlad: Břetislav Hodek, rozhlasová úprava: Marie Říhová, dramaturgie: Jiří Hubička, režie: Lída Engelová. Osoby a obsazení: Cornelius Melody (Alois Švehlík), Nora (Dana Syslová), Sára (Lenka Krobotová), Mickey Maloy (Pavel Kříž), Jamie Gregan (Svatopluk Skopal), Deborah Harfordová (Jana Preissová), O'Dowd (Zdeněk Maryška), Dan Rocha (Jan Szymik) a Nicholas Gadsby (Jaromír Meduna), natočeno v Českém rozhlasu v roce 1999.[4]